# Trididemnum maragogi
Trididemnum maragogi är en sjöpungsart som beskrevs av de Rocha 2002. Trididemnum maragogi ingår i släktet Trididemnum och familjen Didemnidae. Inga underarter finns listade i Catalogue of Life.